# Jean Klein
Jean Claude Pierre Klein  (ur. 22 czerwca 1944 w Créteil, zm. 1 grudnia 2014 w Gap) – francuski wioślarz pochodzenia żydowskiego, sternik, srebrny medalista olimpijski.
Wystąpił na igrzyskach olimpijskich w Rzymie w 1960, gdzie reprezentacja Francji w składzie: Robert Dumontois, Claude Martin, Jacques Morel, Guy Nosbaum i Jean Klein (sternik) zdobyła srebrny medal w czwórkach ze sternikiem. W finale o 2,50 sekundy przegrali z osadą Wspólnej Reprezentacji Niemiec, a o 1,90 sekundy wyprzedzili Włochów. Był to jego jedyny start olimpijski.